# 7 Shakespeares
7 Shakespeares (7人のシェイクスピア?, 7-nin no Shakespeare), noto anche con il titolo inglese Shakespeare of the Seven Men, è un manga di Harold Sakuishi, serializzato sul periodico mensile Big Comic Spirits dal 21 dicembre 2009 al 14 novembre 2011. Un seguito intitolato 7 Shakespeares - NON SANZ DROICT (7人のシェイクスピア NON SANZ DROICT?, 7-nin no Shakespeare: Non Sanz Droict) è pubblicato sul settimanale Weekly Young Magazine dal 12 dicembre 2016. Oltre che in giapponese, il fumetto è edito anche in italiano da Panini Comics sotto l'etichetta Planet Manga a partire da ottobre 2013.

## Trama
Ambientata nell'Inghilterra del XVI secolo, la storia è incentrata sulle vicende del poeta e drammaturgo William Shakespeare e di come abbia scritto le sue opere più famose tra intrighi e misteri con i quali si trova a che fare.

## Volumi
| Nº | Data di prima pubblicazione | Data di prima pubblicazione | Data di prima pubblicazione |
| Nº | Giapponese                  | Giapponese                  |                             |
| -- | --------------------------- | --------------------------- | --------------------------- |
| 1  | 28 maggio 2010              | ISBN 978-4-09-183235-1      |                             |
| 2  | 30 settembre 2010           | ISBN 978-4-09-183235-1      |                             |
| 3  | 28 gennaio 2011             | ISBN 978-4-09-183740-0      |                             |
| 4  | 30 maggio 2011              | ISBN 978-4-09-183873-5      |                             |
| 5  | 28 ottobre 2011             | ISBN 978-4-09-184215-2      |                             |
| 6  | 28 dicembre 2011            | ISBN 978-4-09-184244-2      |                             |
| S1 | 6 luglio 2017               | ISBN 978-4-06-510161-2      |                             |
| S2 | 4 agosto 2017               | ISBN 978-4-06-510210-7      |                             |
| S3 | 6 settembre 2017            | ISBN 978-4-06-510211-4      |                             |